# 亞爾戈里夫
49°5′50″N 25°2′26″E / 49.09722°N 25.04056°E
亞爾戈里夫（烏克蘭語：Яргорів）是位於烏克蘭西部特諾皮爾州裏喬爾特基夫區的村莊，始建於1458年，面積2.83平方公里，2001年人口657，人口密度每平方公里232.6人。